# Lâm Ấp
Lâm Ấp (Chữ Hán: 林邑; Bính âm: Lin Yi) là một vương quốc cổ tồn tại từ khoảng năm 192 đến năm 605, với lãnh thổ ban đầu bao gồm vùng đất từ Quảng Bình đến Quảng Nam. Vương quốc này được xem như giai đoạn khởi đầu cho lịch sử Chăm Pa độc lập.

## Từ nguyên
Về danh xưng, Lâm Ấp chỉ là sự biến nghĩa của từ Tượng Lâm. Đối với nhà Đông Hán, danh xưng Lâm Ấp là một khinh miệt, vì đó chỉ là một phần đất nhỏ không quan trọng ở vùng cực nam để phải quan tâm trực tiếp. Thủy Kinh Chú viết:
Lâm Ấp là huyện Tượng Lâm, sau bỏ chữ Tượng để chỉ còn chữ Lâm
Lâm Ấp Quốc là phiên âm Hán-Việt (phát âm theo thời nhà Đường) của từ 林邑國 / 臨邑國 (phát âm theo tiếng Quan Thoại là Lin-yi-quo). Nguồn gốc của từ Lâm Ấp thì có hai giả thuyết.
- Thứ nhất là gọi tắt của từ Tượng Lâm Ấp (thủ đô Tượng Lâm) như Thủy Kinh Chú viết. Trong bi ký tiếng Phạn, đời sau, các vua Chăm Pa luôn ghi quốc hiệu là Campanagara (thành Chăm Pa), Campapura (Ấp Chăm Pa). Nhưng trong bi ký thời Lâm Ấp thì chưa tìm thấy quốc hiệu bằng tiếng Phạn nên ghi chép của Thủy Kinh Chú chưa có minh chứng. Hơn nữa, cư dân Lâm Ấp và cư dân Chăm Pa (Chiêm Thành) chưa chắc là một nên giả thuyết này còn yếu.
- Thứ hai là phiên âm của từ "dừa" (tiếng Chăm cổ gọi là Li-u). Thế kỷ thứ 5-6, nước Lâm Ấp (Quan Thoại: Lin-yi) đối diện với nước Phù Nam (Quan Thoại: Fu-nan). Đời sau, người Chăm Pa có 2 nhà vua là Narikera Vamsa (椰子族, Da Tử tộc/bộ lạc Dừa) và Kramka Vamsa (檳榔族, Tân Lang tộc/bộ lạc Cau). Tiếng Chăm cổ gọi "dừa" là Li-u (gần 林邑 Lâm Ấp/Lin-yi), "cau" là Pu-nang (giống 扶南 Phù Nam/Fu-nan). (Tiếng Mã Lai hiện đại gọi "cau" là pi-nang, Quan Thoại và Hán-Việt là 彼南 pi-nan/Bỉ Nam.) Giả thuyết này có thể chứng minh được mối quan hệ giữa hai nhà vua Dừa và Cau. Nhưng như trường hợp giả thuyết thứ nhất, cư dân Lâm Ấp và cư dân Chăm Pa (Chiêm Thành) chưa chắc là một nên giả thuyết này cũng còn yếu.

## Lịch sử hình thành
Từ nửa cuối thế kỷ thứ 2, phần lãnh thổ cực nam quận Nhật Nam trở nên khó trị, cư dân bản địa liên tục nổi lên chống lại nhà Hán. Huyện Tượng Lâm trở thành nơi tranh chấp thường xuyên giữa nhà Hán và dân địa phương như Khuất Đô Di, Tây Đồ Di.
Năm 190, con của quan Công tào, tên Khu Liên nổi lên giết thứ sử Chu Phù và chiếm huyện thành. Năm 192, Khu Liên giết huyện lệnh (huyện trưởng) nắm quyền cai trị. Khu Liên cắt một phần lãnh thổ cực nam của quận Nhật Nam - huyện Tượng Lâm để thành lập vương quốc riêng: sau này, Hậu Đường Thư gọi quốc gia này là Lâm Ấp Quốc. Lãnh thổ đất đai bao gồm cả khu vực tỉnh lỵ Huế hiện nay, chạy dài cho tới biên giới miền Nam của núi Bạch Mã. Sau năm 433, Lâm Ấp mở rộng lãnh thổ về phía nam đến tận Bình Thuận.
Lâm Ấp Độc lập là một biến cố lịch sử trọng đại, mở đầu gặp gỡ giữa hai nền văn minh Trung Quốc và Ấn Độ tại bán đảo Đông Dương. Đồng thời, đây là lần thứ hai (sau 3 nước Cao Câu Ly, Bách Tế, Tân La ở quận Lạc Lãng tách ra khỏi lãnh thổ nhà Hán), một vùng thuộc lãnh thổ của "thiên triều" tức quận Nhật Nam tự tách ra.

Sử nhà Nguyễn chép:
Lâm Ấp: Quốc giới của Việt Thường thị xưa; đời Tần là huyện Lâm Ấp, thuộc Tượng Quận; đời Hán đổi làm huyện Tượng Lâm thuộc quận Nhật Nam. Cuối đời Hán, con viên Công tào ở huyện ấy là Khu Liên, giết huyện lệnh, tự lập làm vua nước Lâm Ấp. Sau vì Khu Liên không có con kế tự, cháu ngoại là Phạm Hùng lên thay làm vua, truyền ngôi đến con là Phạm Dật. Người gia nô Phạm Dật là Phạm Văn dạy Phạm Dật xây đắp thành trì, nhà cửa, đặt bày binh trận, chế tạo khí giới. Phạm Văn được Phạm Dật tin yêu. Kịp khi Phạm Dật chết, Phạm Văn cướp ngôi làm vua. Phạm Văn chết, con là Phạm Phật nối ngôi. Phạm Phật chết, cháu là Hồ Đạt lên làm vua. Đến Văn Địch, cháu năm đời của Phạm Phật, bị con vua Phù Nam là Đương Côn Thằng (có chỗ chép là Thuần) giết chết. Đại thần là Phạm Chư Nông bình được loạn ấy, tự lập làm vua. Chư Nông chết, con là Dương Mại lên kế vị. Dương Mại chết, con là Đốt lên làm vua, vẫn lại lấy tên là Dương Mại, thường sang lấn cướp quận Nhật Nam. Nhà Tấn sai Đàn Hòa Chi đi đánh. Dương Mại sợ, sai sứ sang triều cống; về sau, không triều cống nữa. Nhà Tùy sai Lưu Phương sang đánh. Chúa Lâm Ấp là Phạm Chí sai sứ sang tạ lỗi. Khoảng giữa niên hiệu Trinh Quán (627-649) nhà Đường, vua Lâm Ấp là Đầu Lê chết, con là Trấn Long bị giết, người trong nước lập con nhà cô của Đầu Lê là Gia Cát Địa lên làm vua, đổi quốc hiệu là Hoàn Vương, thường sang xâm lấn An Nam. Bị đô hộ nhà Đường là Trương Chu đánh phá, nước ấy mới bỏ Lâm Ấp, dời đến Chiêm, gọi là nước Chiêm Thành.

Liệt Thánh [chúa Nguyễn] bản triều [nhà Nguyễn], trước mở cơ nghiệp ở đất này, sau thống nhất được toàn quốc; việc đóng đô ở đây đã xem xét kỹ càng, không khác gì các vua đời Tam đại dùng ngọc thổ khuê để đo bóng mặt trời ở Lạc Thủy, đem con linh quy để bói chỗ đóng đô ở Hoàng Hà. Kinh đô đóng ở đây, có cửa ải Hải Vân, có đèo Ngang, có cửa Thuận, có núi Thương Sơn. Thật là nơi kín đáo hiểm trở cũng như một cái kho của nhà Trời. Do đấy, thanh danh văn vật ngày thêm phồn thịnh, không triều đại nào trước đây có thể sánh kịp. Bây giờ, thành Phật thệ ở Phủ Thừa Thiên, thành Đồ Bàn ở tỉnh Bình Định đều là di tích cố đô của Chiêm Thành đó.

## Cơ chế xã hội
Thời kỳ đầu, hệ thống kỹ thuật kiến trúc Lâm Ấp qua di tích và hiện vật khảo cổ cho thấy ảnh hưởng Trung Quốc nhiều hơn ảnh hưởng Ấn Độ. Sau đó, thương nhân và tu sĩ Ấn Độ bắt đầu giao tiếp dần với người Lâm Ấp. Những người Ấn này đã truyền cho giới quý tộc địa phương văn minh và văn hóa của họ, và luôn cả cách thức tổ chức xã hội. Khác với người Hoa, tổ chức xã hội của người Ấn mang tính phân quyền cao hơn, phù hợp với nếp sống của người địa phương nên được tầng lớp thượng lưu địa phương ưa chuộng. Đặc điểm của người Ấn là ít dùng bạo lực để áp đặt văn hóa hay uy quyền chính trị của mình trên những xã hội khác, kém hơn, mà để các thân hào địa phương tự nguyện làm thay, sau khi hấp thụ văn minh và văn hóa của họ.
Sau khi Khu Liên qua đời, chữ Phạn trở thành chữ viết chính thức của các triều vương. Các bi ký tìm được trong giai đoạn này đều khắc bằng chữ Phạn. Quốc thư trao đổi của Lâm Ấp với Trung Quốc thời đó được viết bằng "Hồ tự" (tức chữ Phạn) thay vì chữ Hán. Thời cuối Lâm Ấp (thời đầu Chăm Pa), văn hóa Ấn Độ trở thành văn hóa chính của vương quốc. Ấn Độ giáo và Phật giáo bắt đầu được truyền bá.
Về chính trị: các vị vua thời cuối Lâm Ấp (thời đầu Chăm Pa) đều ghép tên mình với một thần linh, thường là với Shiva (còn gọi là Isvara) để độc quyền cai trị. Uy quyền vua thể hiện qua lọng màu trắng mà dân thường không được dùng. Thời đầu Chăm Pa, giúp việc cho vua là các quan lại trung ương và địa phương, được phân chia thành 3 hạng:
- Đứng đầu là 2 vị tôn quan (senapati và tapatica, tức 2 tể tướng võ và văn)
- Tiếp theo là thuộc quan gồm ba loại: luân đa đinh (dandavaso bhatah - tướng chỉ huy cấm vệ), ca luân trí đế (danay pinang - quan hầu trầu) và ất tha già lan (yuvaraja - kế vương)
- Cuối cùng là ngoại quan (quan lại địa phương).

Quân đội Lâm Ấp khoảng từ 40.000 đến 50.000 người, gồm kỵ binh, tượng binh và thủy binh.
Triều đình Trung Quốc có lẽ cũng muốn chấm dứt tình trạng tranh chấp văn hóa và chính trị kéo dài quá lâu này nên đã chấp nhận sự ly khai một cách miễn cưỡng, họ gọi tên quốc gia mới này là Lâm Ấp, thay vì Hồ Tôn Tinh hay Tượng Lâm như trước kia, và duy trì mối quan hệ tốt để thu nhận nhiều phẩm vật triều cống.
Về địa lý, vương quốc Lâm Ấp ở đâu, lãnh thổ như thế nào thì còn rất nhiều điểm mơ hồ. Theo sử cổ Trung Quốc thì lãnh thổ vương quốc này là huyện Tượng Lâm thuộc quận Nhật Nam, phía nam huyện Lô Dung (Thừa Thiên Huế ngày nay). Đường thư nói Lâm Ấp từ huyện Tây Quyển (Quảng Bình) trở xuống. Đại Nam Nhất Thống Chí nói Tượng Lâm là Bình Định và Phú Yên. Thủy Kinh chú cho biết thủ phủ Lâm Ấp lúc đầu không biết ở đâu, sau được biết đặt tại Khu Lật (thành phố Huế ngày nay), phía nam có sông Lô Dung (sông Hương) chảy qua.
Một số nhà Chăm Pa học cho rằng Lâm Ấp là lãnh thổ Indrapura từ mũi Hoành Sơn đến đèo Hải Vân, do vương triều Gangaraja, tức những người Ấn Độ đến từ sông Gange, khai sinh ra. Sự kiện này cần được ghi nhận với sự dè dặt vì cho đến nay chưa một dấu tích bia ký nào giải thích sự kiện này.

## Các triều vương Lâm Ấp

### Triều vương thứ nhất (192-336)
Khu Liên (có người nhầm ông với Cri Mana, vua của Phù Nam) lên ngôi năm 192, trị vì trong nhiều năm, nhưng không biết mất năm nào và ai là người kế vị. Sử cổ Trung Quốc (Lương thư) cho biết trong khoảng thập niên 220-230, con cháu Khu Liên có gửi phái bộ đến thống đốc Quảng Đông và các thái thú Giao Châu (Lã Đại và Lục Dận) triều cống và duy trì quan hệ ngoại giao.
Năm 248 diễn ra cuộc khởi nghĩa của Bà Triệu. Nhà Đông Ngô cho Lục Dận làm An Nam hiệu úy, tức thứ sử, sang Giao Châu dẹp loạn. Sau khi dẹp xong cuộc khởi nghĩa này, Lục Dận đem quân xuống chiếm Khu Lật, bắt theo hàng ngàn thợ khéo tay dâng cho nhà Đông Ngô năm 260. Những vùng đất bị quân Lâm Ấp chiếm đóng đều bị lấy lại. Lãnh thổ Lâm Ấp trở về vị trí cũ là huyện Tượng Lâm, quân Đông Ngô không dám tiến xuống xa hơn.
Có lẽ người kế vị Khu Liên đã chết trong cuộc khởi nghĩa này vì không còn được nhắc tới nữa. Sách Lương thư cho biết năm 270, cháu ngoại của Khu Liên là Phạm Hùng (Fan Hiong hay Fan Hsung) lên làm vua.
Dưới thời Phạm Hùng, lãnh thổ Lâm Ấp được nới rộng tới thành Khu Túc, cạnh sông Gianh ở phía bắc. Phạm Hùng cũng đã chinh phục và thống nhất các tiểu vương quốc khác nằm trong các dải đất dọc duyên hải miền trung. Nhưng sau hơn 10 năm chinh chiến (271-282), Phạm Hùng bị quân nhà Tây Tấn (do Đào Hoàng chỉ huy) đánh bại, năm 283 con là Phạm Dật (Fan Yi) lên ngôi. Năm 284, Phạm Dật gửi một sứ bộ sang Trung Quốc cầu hòa; Lâm Ấp được hòa bình và Phạm Dật trị vì 52 năm thì qua đời.

### Triều vương thứ hai (336-420)
Phạm Dật qua đời năm 336, tể tướng Phạm Văn (Fan Wen) cướp ngôi. Phạm Văn không phải là người Lâm Ấp mà là một người gốc Hoa quê ở Dương Châu, bị bán làm nô lệ cho một quan cai trị huyện Tây Quyển tên Phạm Tương. Năm 15 tuổi, vì phạm tội, Văn trốn theo một thương gia người Lâm Ấp sang Trung Quốc và Ấn Độ buôn bán, nhờ đó đã học hỏi được kỹ thuật luyện kim và xây thành lũy của người Hoa. Khi về lại Lâm Ấp năm 321, Văn trở thành người thân tín của Phạm Dật và được giao trọng trách xây thành, đắp lũy, dựng cung đài theo kiểu Trung Quốc, chế tạo chiến xa và vũ khí, nhạc khí v.v. và được thăng chức tể tướng.
Dưới thời Phạm Văn, kỹ thuật luyện sắt (rèn kiếm, đúc lao) đạt đến tột đỉnh. Vua áp dụng văn minh Ấn Độ vào đời sống: cải tổ hệ thống quan lại theo khuôn mẫu Ấn Độ, nhờ đó tổ chức chính quyền mang lại hiệu quả tốt; xây dựng thủ phủ tại Khu Lật (K'iu-sou, hay Thành Lồi, Huế), hình chữ nhật, chu vi 2.100 mét, tường cao 8 mét, có 16 cửa, dân chúng sống xung quanh chân thành, mỗi khi có loạn, các cửa thành đều đóng lại. Với thế mạnh này, Phạm Văn đánh thắng hai nước Đại Kỳ Giới nằm ở Vùng Quảng Trị ngày nay ,vị trí địa lý ở eo biển Quảng trị, quan niệm thị tộc thời cổ một eo hay mõn là nơi họ sống đã vùng trời rộng lớn ngoài vùng đất khác họ ko biết,quốc hiệu của họ Mahākṣetra nghĩa là vùng đất lớn và Tiểu Kỳ Giới nằm  nằm ở phía nam Đồng Hới Quảng Bình ngày nay trên bán đảo Hải Ninh và một phần đảo Cồn Cỏ, nước tiểu kỳ giới xã hội theo chế độ mẫu hệ người nắm quyền ở đây là nữ Vương ,họ có thủy binh là nữ rất giỏ thủy chiến và có quan hệ liên minh với nước Đại Kỳ Giới về kinh tế lẫn quân sự quốc hiệu của họ Kṣudrakṣetra nghĩa là vùng đất nhỏ , chinh phục nhiều bộ lạc khác như Che Phou, Siu Lang, Khiu Tou, Kan Lou và Fou Tan (chưa rõ vị trí địa lý), tăng cường số phụ nữ mang về từ các lãnh thổ đánh chiếm được và tăng quân (khoảng từ 40.000 đến 50.000 người).
Năm 340, Phạm Văn xin nhà Đông Tấn cho sáp nhập quận Nhật Nam, gồm các huyện Tây Quyển, Ty Canh, Chu Ngô, Lô Dung và một phần đất phía nam quận Cửu Chân là huyện Hàm Hoan vào lãnh thổ Lâm Ấp nhưng không được. Phạm Văn liền đem quân tấn công vào Nhật Nam, chiếm huyện Tây Quyển, giết thứ sử Hạ Hầu Lâm, lấy mũi Hoành Sơn (nam quận Cửu Chân) làm biên giới phía bắc, cho xây lại thành Khu Túc (cạnh sông Gianh) phòng giữ. Từ đó phần lãnh thổ từ đèo Ngang trở xuống thuộc về Lâm Ấp và cũng kể từ đó phía bắc đèo Ngang là nơi xảy ra những trận thư hùng giữa Lâm Ấp và Giao Châu trong suốt hai thế kỷ 4 và 5. Năm 349 nhà Đông Tấn phản công, quân Lâm Ấp bại trận, Phạm Văn bị trọng thương và qua đời, con là Phạm Phật (Fan Fo) lên thay.
Phạm Phật là một vị tướng tài ba, được nhiều sử gia cho là người mở đầu vương triều Gangaraja (Bắc Chiêm Thành). Vừa lên ngôi, Phạm Phật tấn công quân nhà Đông Tấn tại Nhật Nam và vây thành Cửu Chân. Năm 351, quân Lâm Ấp bị đánh bại, chạy về phía tây tại Lãng Hồ, huyện Thọ Lãnh (Thị xã Ba Đồn), thành Khu Túc bị chiếm, ranh giới được thiết lập lại tại huyện Ty Canh gần sông Nhật Lệ Đồng Hới. Năm 359, quân Đông Tấn chiếm huyện Thọ Lãnh và đánh bại quân Lâm Ấp tại vịnh Ôn Cấn, chiếm thành Khu Túc; Phạm Phật xin hòa và gửi sứ bộ sang Trung Quốc triều cống (372 và 377). Phạm Phật mất năm 380 nhường ngôi cho con là Phạm Hồ Đạt.
Phạm Hồ Đạt (Fan Houta) được nhiều sử gia cho là vua Dharmamaharaja, hiệu Bhadravarman I (Bạt Đà La Bạc Ma I), người sáng lập vương triều Gangaraja. Dưới thời Phạm Hồ Đạt, Phật giáo Tiểu thừa (Thevada) phát triển mạnh, nhiều nhà sư từ Ấn Độ sang truyền đạo. Thành Khu Lật (Huế) vẫn là trung tâm chính trị nhưng đổi tên thành Kandapurpura, nghĩa là Phật Bảo Thành (vì là nơi có nhiều đền đài và hình tượng Phật và Shiva). Bên cạnh đó nhà vua còn cho xây dựng thêm một trung tâm tôn giáo mới tại Amavarati, tức thánh địa Hào Quang (nay là thánh địa Mỹ Sơn, một thung lũng cách Đà Nẵng 70 km về phía tây). Nhiều đền thờ đạo Bà la môn được xây dựng tại Mỹ Sơn để thờ thần Shiva và tượng Linga, tượng trưng sức mạnh phái nam. Ngôi đền đầu tiên được xây bằng gỗ vào cuối thế kỷ 4 mang tên Bradresvara, kết hợp giữa tên vua Bradravarman I và thần Isvara (hay Shiva). Kể từ thế kỷ 4 trở đi lãnh tụ chính trị và tôn giáo tại Lâm Ấp là một: thờ thần tức thờ vua, vua thay mặt thần Shiva cai quản muôn dân. Shiva vừa là thần bảo hộ xứ sở vừa là vị thần giữ đền (Dvarapala) để dân chúng đến thờ phụng và dâng lễ vật.
Năm 399, Phạm Hồ Đạt mang quân chiếm quận Nhật Nam, giết thái thú Khổng Nguyên, tiến công quận Cửu Đức, bắt sống thái thú Tào Bính nhưng bị quân của thống chế Đỗ Viện đánh bại phải rút về dưới đèo Ngang. Năm 413, Phạm Hồ Đạt mang bộ binh chiếm đóng Nhật Nam, ra lệnh cho thủy binh đổ bộ vào Cửu Chân đốt phá các làng xã ven duyên. Thứ sử Đỗ Tuệ Độ (con Đỗ Viện) mang quân ra nghênh chiến, chém được con của Phạm Hồ Đạt là Phạm Trân Trân (tiểu vương đất Giao Long) và tướng Phạm Kiện, bắt làm tù binh hơn 100 người, trong có một hoàng tử tên là Na Neng, tất cả đều bị chém đầu. Phạm Hồ Đạt trốn vào rừng sâu rồi mất tích. Trong khi chưa tìm được một vị vua mới, triều đình Lâm Ấp tiếp tục triều cống Trung Quốc để được yên về chính trị.
Triều đại tiếp theo là Bhadravarman do Phạm Tu Đạt cai trị. Trong thời gian từ 413 đến 420, con cháu Phạm Hồ Đạt tranh giành ngôi vua, nội chiến xảy ra khắp nơi. Năm 413, một người con của Phạm Hồ Đạt là Địch Chớn (còn gọi là Địch Chân Ti Chen), một đạo sĩ Bà la môn, được triều thần đưa lên ngôi vua, hiệu Gangaraja (sông Gange bên Ấn Độ). Năm 415, quân Lâm Ấp vào cướp Giao Châu, năm 420, Tuệ Độ đánh Lâm Ấp. Địch Chớn là người đam mê văn hóa Ấn Độ muốn nhường ngôi cho em là Địch Khải (Ti Kai) để sang Ấn Độ sống những ngày cuối đời, nhưng Địch Khải sợ bị triều thần ám hại, dẫn mẹ chạy trốn vào rừng. Ngôi báu đành nhường cho Manorathavarman là cháu Địch Chớn nhưng tể tướng Thiếu Lâm (Tsang Lin) chống lại vì cho rằng người này không được sinh ra từ một người mẹ có dòng máu tinh khiết (tức đẳng cấp Brahman), nên bị Manorathavarman giết chết.

### Triều vương thứ ba (420-530)
Năm 420, con cháu của Thiếu Lâm ám sát vua Manorathavarman và đưa người em cùng mẹ khác cha của Địch Chớn là Văn Địch (Wen Ti) lên thay. Văn Địch xưng hiệu là Phạm Dương Mại I (Yan Mah hay Fan Yang Mai), có nghĩa là Hoàng tử Vàng, nhưng không trị vị lâu vì bị chết trong một cuộc tấn công của quân Đông Tấn. Con là thái tử Đốt, 19 tuổi, được nhà Đông Tấn phong vương năm 421, hiệu Phạm Dương Mại II.
Nhân tình thế rối loạn bên Trung Quốc khi nhà Lưu Tống lật đổ nhà Đông Tấn, năm 431, Phạm Dương Mại II dẫn hơn 100 chiến thuyền tấn công các làng ven biển tại cửa Thọ Lãnh, Tứ Hội và Châu Ngô (quận Nhật Nam và Cửu Chân) nhưng bị đánh bại, quân Tống chiếm thành Khu Lật, Dương Mại II chạy trốn ra Chiêm Bất Lao (Cù lao Chàm thuộc Quảng Nam). Năm 433, Phạm Dương Mại II xin "lãnh" đất Giao Châu về cai trị nhưng vua Tống không chịu, chiến tranh lại xảy ra và ông chuyển hướng sang người Khmer và chiếm được huyện Panduranga của người Khmer. Năm 443, vua Tống Du Long phong thống chế Đàn Hòa Chi làm thứ sử Giao Châu, cùng hai phó tướng là Tống Xác và Túc Canh Hiến, mang đại quân đánh Lâm Ấp, Phạm Dương Mại II chạy thoát được ra của Tượng Phổ, vịnh Bành Long (chưa rõ vị trí địa lý), tổ chức lại lực lượng, tăng cường thêm nhiều đội tượng binh rồi ra lệnh tổng phản công nhưng không địch nổi quân Tống. Đàn Hòa Chi thu rất nhiều vàng bạc, châu báu, tượng đồng và đập phá rất nhiều đền đài. Sử Trung Quốc (Tống thư) chép rằng Đàn Hòa Chi lấy được nhiều tượng vàng (mười người mới ôm xuể), đem nấu chảy, thu được hơn 10 vạn cân (40.000 kilôgam vàng). Từ đó Trung Quốc biết Lâm Ấp có nhiều vàng nên mỗi khi có dịp là tiến quân xuống đánh cướp.
Trong lúc chạy trốn về phía nam, Phạm Dương Mại II chinh phục luôn các tiểu vương phía nam, thống nhất với lãnh thổ phía bắc. Năm 443, Phạm Dương Mại II về lại Khu Lật, và mất năm 446. Lãnh thổ phía bắc của Lâm Ấp bị đẩy lùi về huyện Lô Dung (Thừa Thiên), con cháu Phạm Dương Mại II lại tranh chấp quyền hành.
Năm 455 con Phạm Dương Mại II là Phạm Chút (còn gọi là Phạm Thần Thành Fan Tou) lên ngôi, hiệu Trần Thành (Devanika). Trung tâm chính trị vẫn tại Khu Lật, nhưng Trần Thành cho xây dựng thêm một trung tâm văn hóa và tôn giáo mới tại Amaravati, gọi là thánh địa Hào Quang (Mỹ Sơn, Quảng Nam). Vương quốc Lâm Ấp tiếp tục được nới rộng xuống phía nam, phía bắc và cao nguyên phía tây. Phạm Trần Thành mất năm 472, Lâm Ấp không có vua, nội bộ triều đình có biến động.
Năm 484, một người Phù Nam tên Phạm Đăng Căn Thăng (còn gọi là Phạm Đang Căng Thuần Kieou Tcheou Lo), con (có tài liệu ghi là bề tôi) vua Phù Nam Jayavarman tị nạn tại Lâm Ấp, cướp ngôi và cầm quyền trong gần 20 năm. Năm 492, con Phạm Trần Thành là Phạm Chư Nông (chắt Phạm Dương Mại I) giết Căn Thăng giành lại ngôi báu, được vua Tề Võ Đế phong vương Lâm Ấp. Phạm Chư Nông bị chết đuối năm 498, con cháu tiếp tục trị vì đến năm 527: Phạm Văn Tổn (còn gọi là Phạm Văn Tởn Fan Wen Kuoan) trị vì từ 498 đến 502, Phạm Thiên Khơi (còn gọi là Phạm Thiên Khởi) hiệu Detavarman (510-514) và Cao Thức Thắng Khơi hiệu Vikrantavarman hay Bật Tôi Bật Ma (526-527).

### Triều vương thứ tư (529-757)
Năm 529, Vikrantavarman mất không người kế tự. Triều đình Lâm Ấp phong Luật Đa La Bật Ma (dòng dõi Địch Châu mà Vikrantavarman là cháu) lên làm vua, hiệu Rudravarman I. Năm 543, vua Rudravarman I mang quân xâm chiếm quận Nhật Nam và tiến đến quận Cửu Đức của nước Vạn Xuân. Lý Nam Đế sai Phạm Tu cầm quân vào nam giành lại Cửu Đức. Năm 577, Luật Đa La Bật Ma mất, con là Prasastadharma lên kế nghiệp, hiệu Phạm Phạn Chi (Sambhuvarman). Dưới thời Phạm Phạn Chi, văn hóa Lâm Ấp tỏa rộng khắp Đông Nam Á. Năm 598, nhà Tùy chiếm đóng Lâm Ấp và phân chia thành ba châu: châu Hoan (Tỷ Cảnh), châu Ái (Hai Âm) và châu Trong (Khương).
Năm 605, nhà Tùy chinh phục Lâm Ấp. Thủ đô thất thủ, quốc gia Lâm Ấp diệt vong, vua Phạm Phạn Chi lưu vong về phía nam và dựng quốc gia riêng (別建國邑 biệt kiến quốc ấp), xây thành phố Sư Tư (nay là Trà Kiệu, cạnh sông Thu Bồn, huyện Duy Xuyên, tỉnh Quảng Nam). Thời vua Phạm Phạn Chi là thời kỳ quá độ giữa Lâm Ấp và Chăm Pa (Chiêm Thành) bởi vì quốc hiệu Ấp Chăm Pa (Campapura) chính thức xuất hiện trong thời này. Sambhuvarman cho xây dựng lại ngôi đền Bhadrecvara bằng gạch ở Mỹ Sơn, ngôi đền thời vua trước bằng gỗ đã bị cháy.
Sambhuvarman mất năm 629 và được nối ngôi bởi con ông Kandarpadharma, mà theo đuổi một chính sách chính trị hòa bình, thân thiện với Zhenla (Campuchia) ở miền Nam và triều cống Trung Quốc.
Prabhasadharma (Bhasadharma), con trai của Kandarpadharma, kế nhiệm, đã bị giết chết cùng cả các nam phái trong gia đình bởi một bộ trưởng của ông vào năm 645.
Sau đó Chăm Pa trải qua một thời kỷ mất yên ổn đánh dấu bởi một loạt vua chúa ngắn hạn, đến khi Prakasadharma, một dòng bên phái nữ của vua Prabhasadharma lên ngôi năm 656 với vương hiệu là Vikrantavarman, qua sự biểu quyết của hội đồng hoàng gia Chăm Pa. Triều đại Prakasadharma kéo dài tới năm 687, tiếp tục truyền thống thần phục gởi sứ giả và tặng vật sang Trung Quốc. Triều đại này đã sáng tạo ra phong cách nghệ thuật điêu khắc Chăm Pa, để lại một số bia ký nhất là miền Bắc khu vực Nha Trang.